# Болкиах (султан Брунея)
Болкиах ибн Сулейман (малайск. Bolkiah ibn Suleiman; ум. 1524) — султан Брунея, правивший в 1485—1524 годах.

## Биография
Был сыном брунейского султана Сулеймана. 
В 1485 году стал султаном после того, как его отец отрёкся от престола. Период правления Болкиаха считается «золотым веком» в истории Брунея, поскольку власть султана распространялась на многие территории, среди которых была вся территория Борнео, часть нынешних Филиппин (Сулу и Манила). 
В 1521 году во время первого кругосветного плавания Бруней посетили Фернан Магеллан и Антонио Пигафетта.
Скончался в 1524 году, ему наследовал сын Абдул Кахар.